# Eriachne sulcata
Eriachne sulcata är en gräsart som beskrevs av William Hartley. Eriachne sulcata ingår i släktet Eriachne och familjen gräs. Inga underarter finns listade i Catalogue of Life.